# Basilio Paraíso

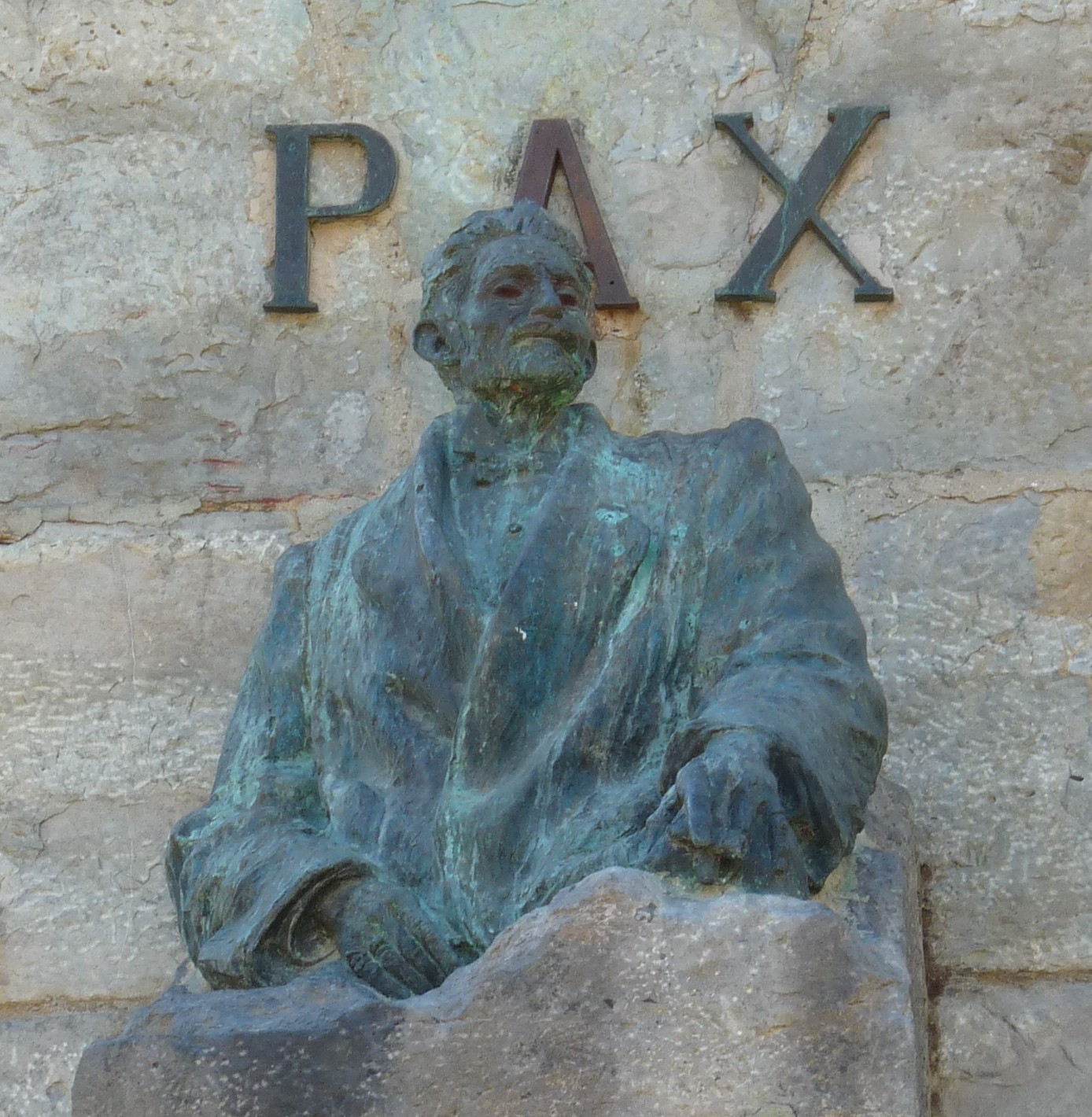
Bustul lui Paraíso din cadrul ansamblului monumental realizat în 1910 de fraţii Miguel şi Luciano Oslé pentru a aminti activitatea sa în organizarea Expoziției Hispano-Franceze din 1908. A fost mutat în 1951 în Parque Grande din Zaragoza.

Basilio Paraíso (n. 1849, Laluenga, provincia Huesca - d. 1930, Madrid) a fost un om de afaceri și politician spaniol.
Fiu de învățător, a urmat studii la Huesca și Zaragoza, unde și-a luat licența în medicină în 1868 și și-a început cariera de om de afaceri.
A fost președinte al Camerei Oficiale de Comerț și Industrie (1893-1919), fondator al societății care a editat ziarul Heraldo de Aragón (1898), membru al Congresului Deputaților (1901) și senator pe viață. A contribuit la organizarea Expoziției Hispano-Franceze din 1908.
În 1916 (în mijlocul Primului Război Mondial), a fost numit de Álvaro de Figueroa, Conte de Romanones (prim-ministru al Spaniei în perioadele 1912-1913, 1915-1917 și 1918-1919) ca președinte al comitetului executiv al Junta Central de Subsistencias, cea care stabilea nivelul producției și prețurile produselor, dar a demisionat în 1917 în urma divergențelor cu noul guvern format de Manuel García Prieto.